# بازسازی پیش‌پوست
بازسازی پیش‌پوست (به انگلیسی: Foreskin restoration) عمل افزایش سطح پوست روی آلت مردی است برای بازسازی اندامی شبیه به پیش‌پوست، که توسط ختنه یا آسیب از بین رفته‌است. روش‌هایی که برای بازسازی پیش‌پوست به کار می‌رود توسط کسانی که پیش‌پوست کوتاهی دارند نیز انجام می‌شود. معمولاً بازسازی پیش‌پوست بدون جراحی و با کشیدن فیزیکی پوستِ روی آلت، انجام می‌شود ولی روش‌های جراحی نیز وجود دارند.

## انگیزه
انگیزه‌های بازسازی پیش‌پوست عمدتاً یک یا چند مورد از موارد زیر است:
- بازگردانی اعصاب از دست رفته سرنره به علت کراتینه شدن سطح آن
- بازگردانی حس روانی تمامیت جسمانی
- زیبایی ظاهری
- بازگردانی عملکرد جنسی پیش‌پوست

## روش‌ها

### بدون جراحی (غیر تهاجمی)
کشیدن بافت

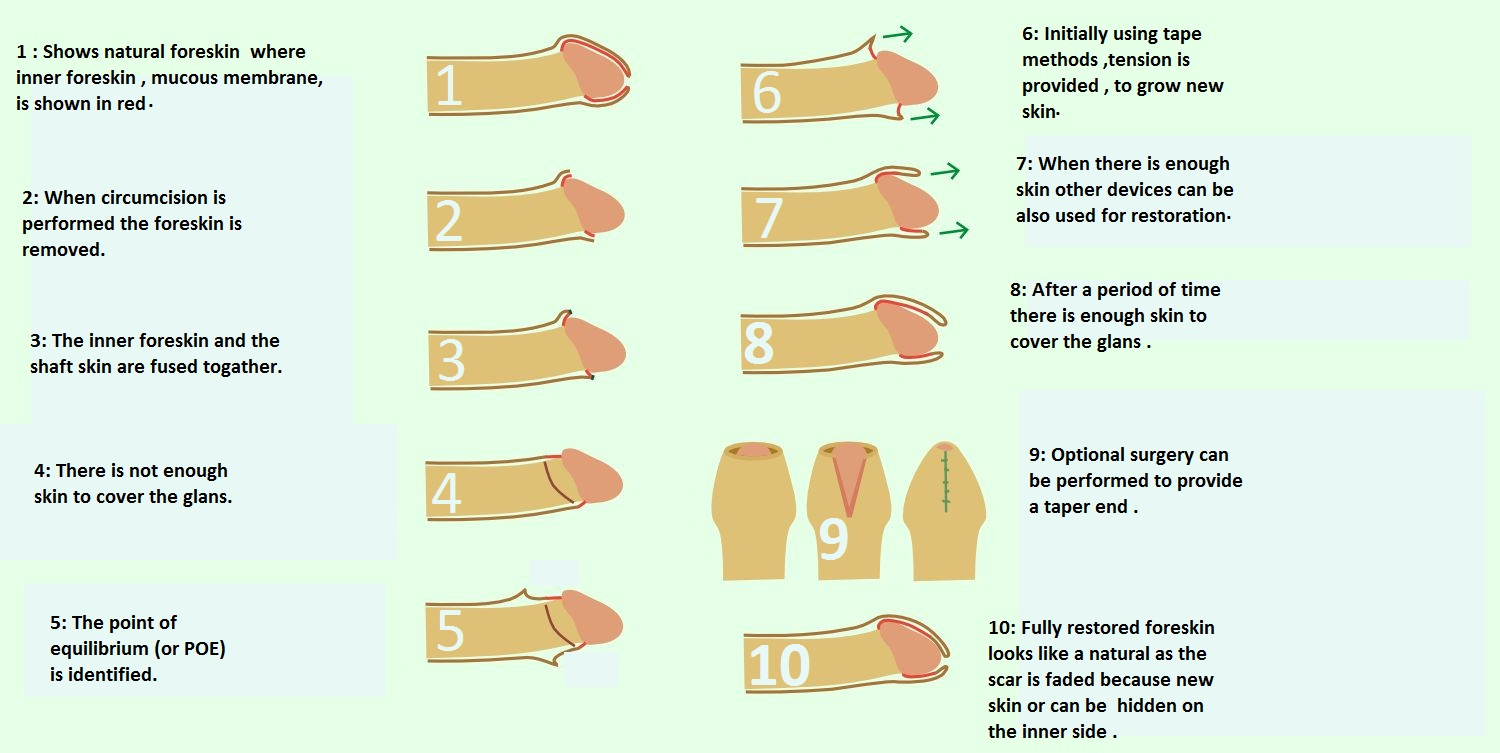
مراحل بازسازی غیرتهاجمی پیش‌پوست

بازسازی غیرتهاجمی پیش‌پوست از طریق کشیدن بافت، معمول‌ترین روش انجام این گونه بازسازی است.
سلول های پوست با اعمال کشش، تحریک به تقسیم سلولی رشتمان می‌شوند. سلول‌های جدید، هم‌جنس سلول های اولیه خواهند بود؛ در نتیجه سلول‌های بافت خارجی و داخلی آلت هم زمان کشیده شده و افزایش طول می‌یابد. برخلاف روش‌های متعارف کشیدن پوست، بازسازی پیش‌پوست در این روش (بدون جراحی) معمولاً سال ها به طول می‌انجامد و بستگی به مقدار اولیه پوست و مقدار افزایش سطح مورد انتظار آن دارد. لازم به ذکر است بافت خاصی که در عمل ختنه برداشته می‌شود (به انگلیسی: Ridged band) به جز در روش باززایی پیش‌پوست قابل باسازی نیست.
روش‌ها و ابزارها
برای بازسازی پیش‌پوست، پوست آلت روی سرنره کشیده و نیروی کشش به صورت دستی یا با استفاده از یک ابزار، روی آن حفظ می‌شود. زمانی که از روش دستی استفاده می شود، انگشتان، پوست نره را محکم گرفته و آن را به سمت سرنره کشیده تا آن را احاطه کند. برای مدت زمان محدودی نیروی کشش اعمال و سپس پوست رها می‌شود. به این دلیل که این روش زمان‌بر بوده و در تمام زمان‌ها و مکان‌ها قابل انجام نیست، ابزارهایی مورد استفاده قرار می‌گیرند که نیروی کشش لازم را به همان شکل، روی پوست آلت اعمال می‌کنند. این ابزارها می‌توانند به‌ سادگیِ چسب های پزشکی باشند یا به پیچیدگیِ بالون آب. در برخی روش‌ها اعمال کشش زیاد برای مدت کم توصیه شده و در برخی اعمال فشار کمتر برای مدت زیاد.
احتیاط های لازم
باید دقت شود که کشش اعمال شده بر روی پوست به اندازه‌ای نباشد که به آن صدمه وارد کند؛ ضمن اینکه اگر نیروی کشش، کم باشد باعث تحریک سلول‌های پوست نمی‌شود.

### جراحی (تهاجمی)
دو روش کلی برای بازسازی پیش‌پوست با استفاده از عمل جراحی وجود دارد:
- با استفاده از عمل پیوند پوست: در این روش، معمولاً از پوست کیسه بیضه که دارای بافت مناسب است برای بازسازی پیش‌پوست استفاده می‌شود. هزینه این روش بالاست و در بسیاری از موارد نتیجه آن رضایت‌بخش نیست.[۶]
- بازسازیی پیش‌پوست: روش جدیدی است که در آن پوست از محل بریدگی زمان ختنه، مجدداً باز شده و محلول خاصی به محل بریدگی زده می‌شود. این محلول باعث تقسیم سلولی میتوز و بازسازی طبیعی پیش‌پوست می‌شود. اما این روش در حال طی مراحل آزمایشگاهی است و پژوهشگران همچنان در حال پژوهش در جهت کمک به تولید کامل پیش‌پوست به همراه اعصاب و رگ‌ها هستند.[۷]

## حفاظت سرنره
زمانی که هنوز پوست لازم برای پوشش سرنره وجود ندارد، از ابزارهایی برای نگه‌داری پوست موجود روی سرنره استفاده می‌شود تا حساسیت از دست رفته آن بازگردد. همچنین پوشش‌هایی نیز به عنوان جایگزین پیش‌پوست وجود دارند مانند پیش‌پوست مصنوعی که از لاتکس درست شده و سرنره را در محیطی مرطوب پوشش می‌دهد یا زیرپوش‌های خاصی که به همین منظور استفاده می‌شوند. 